# Arauco Radal
Arauco Radal fue un actor argentino de cine de larga trayectoria.

## Carrera
Arauco Radal es considerado como el primer galán de la época del nacimiento del cine mudo argentino, que luego pasó al sonoro con la productora Film Andes. Brilló junto a actrices como Amelia Mirel, Raquel Notar,  Margot Segré, y junto a actores como Nelo Cosimi y  Ángel Boyuno, entre otros.
Fue apodado por el director Federico Valle como "El Hayakawa argentino" por su parecido con el actor japonés Sessue Hayakawa.
Trabajó con primeras figuras del momento como  el cantante Carlos Gardel, los escritores Horacio Quiroga, José Bohr y José Bustamante y Ballivián y  y el director.
Su personalidad fue muy similar a otro gran galán de cine, Floren Delbene.

## Filmografía
- 1915: Nobleza gaucha
- 1921: Patagonia
- 1922: Barrabás
- 1922: Jangada florida
- 1922: El paraíso ignorado
- 1923: Ojos de criolla
- 1924: Medinettes porteñas
- 1924: El matrero
- 1924: Allá en el sur[4]